# Carl Malsch

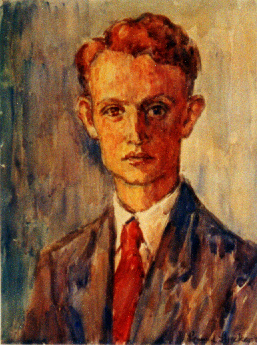
Carl Malsch 1947, Aquarell von Sigmund Strecker

Carl Paul Malsch (* 20. Mai 1916 in Hamburg; † 13. September 2001 ebenda) war ein evangelischer Pastor. Er war ein Mensch des Wortes und der Tat, nicht der theologischen Wissenschaft. Er hatte die Gabe, seine Mitmenschen von sozialen Projekten und kirchlichen Bauvorhaben zu begeistern und dafür die Mittel zu beschaffen. Er propagierte die „leise Kollekte“ (Scheine statt Münzen) und prägte den Satz „Gott liebt blaue Zehnmarkscheine“.

## Kirchliche Prägung

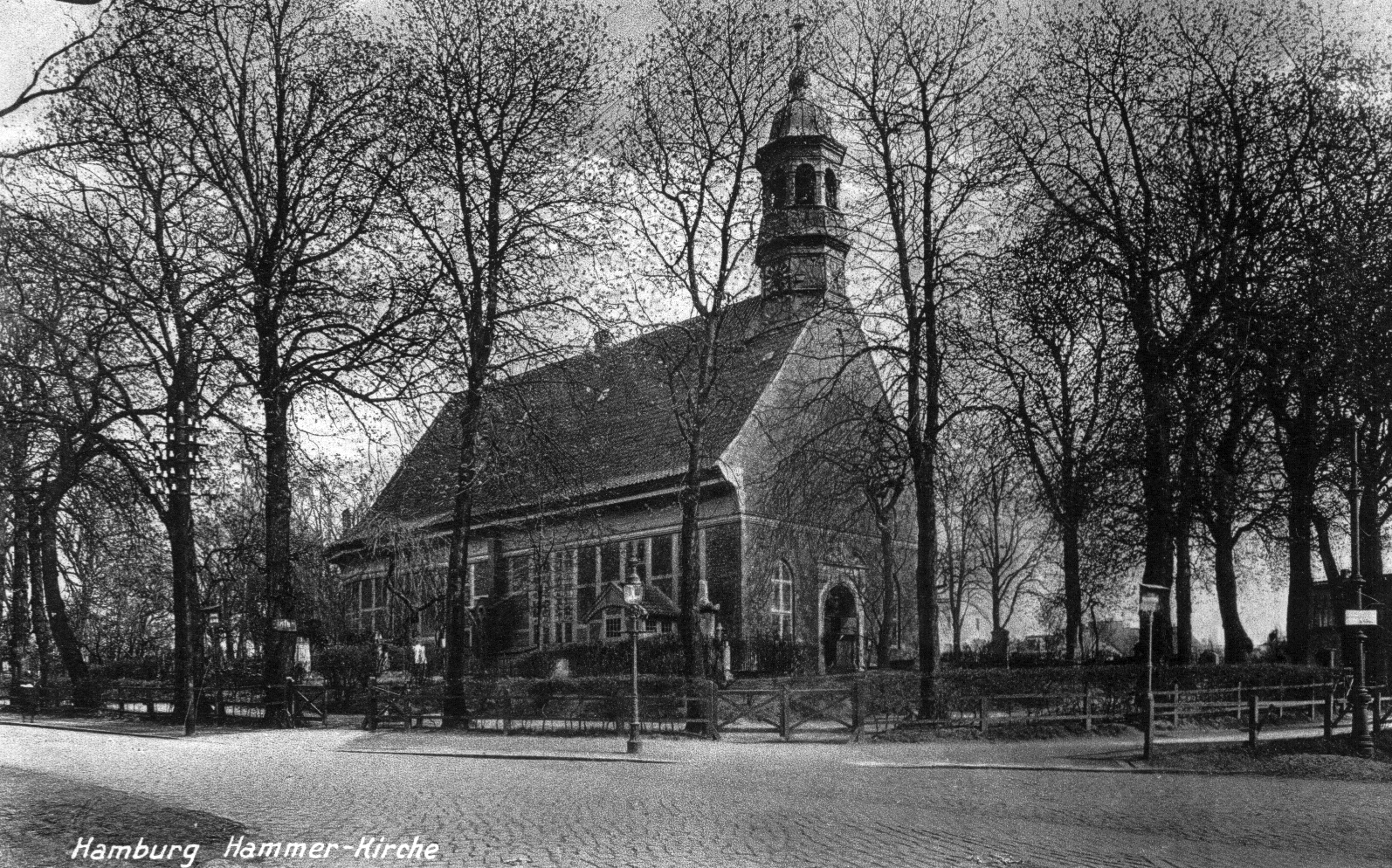
Dreifaltigkeitskirche in Hamburg-Hamm (bis 1943)

Carl Malsch wuchs in Hamburg-Hamm auf. Seine christliche und kirchliche Sozialisation geschah durch das Elternhaus und den „Jugendbund für entschiedenes Christentum“ (EC).
Seine Eltern gehörten der Landeskirchlichen Gemeinschaft unter Friedrich Heitmüller am Holstenwall an, die sehr pietistisch geprägt war. Sie schickten seine Geschwister und ihn zur Sonntagsschule (Kindergottesdienst) in die Jungmannstraße in Eilbek, wo seine Freunde den Jugendbund für entschiedenes Christentum der Gemeinde gründeten. Im Alter von 15 Jahren las er innerhalb eines Jahres die Bibel komplett durch. Die christliche Jugendgruppe aus Handwerkern, Studenten und Schülern hatte starke Elemente von der Jugendbewegung übernommen und verstand sich als Bruderschaft.
Ihr Wahlspruch lautete: „Für Christus und die Kirche“.
Als Heitmüller kurze Zeit bei den Nazis mit marschierte, trat die Gruppe 1934 geschlossen aus der „Evangelischen Gemeinschaft“ aus und schloss sich der Hamburgischen Landeskirche an. Ihre neue Heimat war bei dem Pastor Kreye in der Dreifaltigkeitskirche.
Als die Evangelische Jugend 1934 in die Hitlerjugend überführt werden sollte, machte die Gruppe nicht mit. Carl Malsch übernahm in der Hammer Gemeinde die Reste der Evangelischen Jugend. Dort war er bis 1936 in der Jugendleitung tätig.
In der Hammer Gemeinde gehörte er zur Bekenntnisgemeinschaft. Besonders der Pastor Gottfried Forck, Mitglied der Vorläufigen Leitung der Bekennenden Kirche informierte die Gruppe über die Auseinandersetzungen zwischen Kirche und Staat. Als der andere Gemeindepastor, Herr Heldmann, 1934 für kurze Zeit ins KZ gebracht worden war, hatte er schon einige erste Eindrücke vom zerstörerischen Wesen des Nationalsozialismus gewonnen.

## Studium
Nach dem Abitur wollte er Lehrer werden, was ihm von den Nationalsozialisten verwehrt wurde, weil er nicht in der Hitlerjugend war. So entschloss er sich auf Anraten eines Freundes, Theologie zu studieren. Er begann das Studium im April 1936 in der Theologischen Schule Bethel, wo er zuerst das Hebraicum, Latinum und Graecum nachholen musste.
Im Dezember 1936 bekam er Tuberkulose, die ihn bis 1944 begleitete und wegen der er nicht zum Wehrdienst einberufen wurde. So konnte er, nachdem die Krankheit weit genug zurückgegangen war und nachdem er 1938 ein halbes Jahr seinen „Studentischen Ausgleichsdienst“ abgeleistet hatte, im Wintersemester 1938/39 sein Studium in Rostock, Berlin und Erlangen fortsetzen. Seine Heimat war die Bekennende Kirche und die Evangelische Studentengemeinde, sein großes Vorbild war der Pastor Martin Niemöller.
1939 holte ihn der Leiter der Evangelischen Studentengemeinden, Martin Fischer, nach Berlin und machte ihn zum Reichsobmann der Studentengemeinden. Von Berlin aus sammelte er zusammen mit Fischer an jeder Universität einen Vertrauensobmann, sodass die Evangelischen Studentengemeinden unter dieser Obhut wachsen konnten. Die Studentengemeinde war 1945 die einzige noch bestehende Organisation an der Universität.
Im März 1941 legte Carl Malsch sein Erstes Theologisches Examen in Hamburg ab. Danach war er ein Jahr lang von Berlin aus im Reisedienst der Evangelischen Studentengemeinden tätig. Ab April 1942 war er Lehrvikar in der Hammer Gemeinde.

## Berufliche Stationen

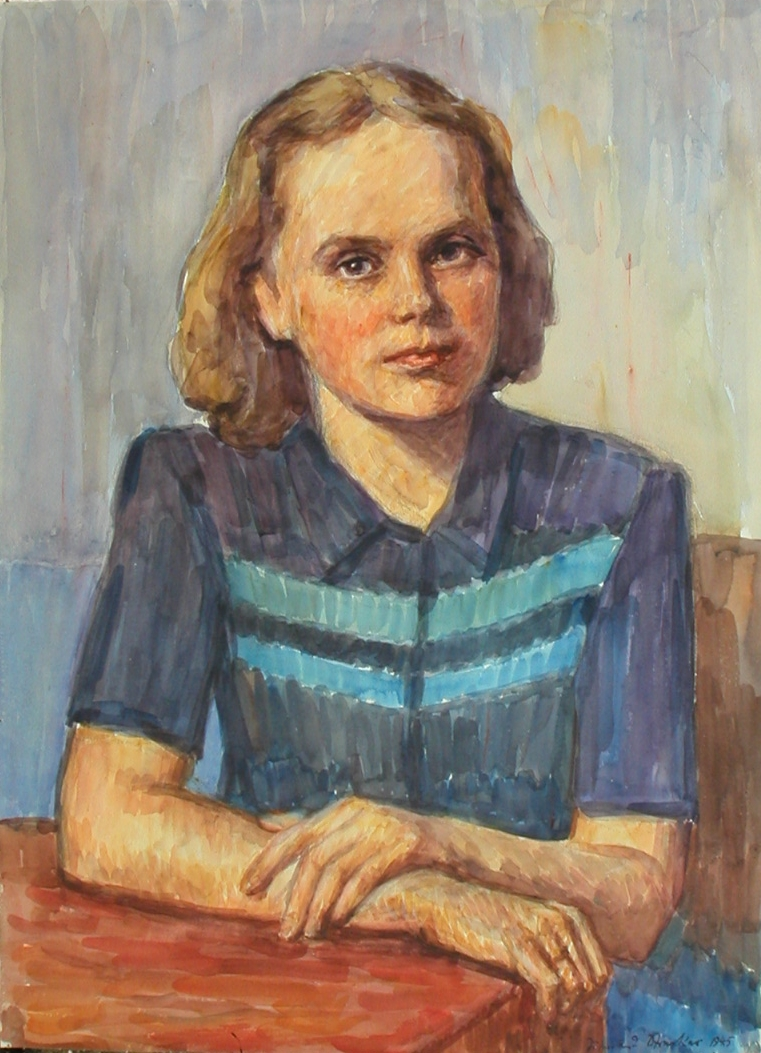
Elisabeth Crusius (1918–2010), Aquarell von Sigmund Strecker, 1945

### Hilfsprediger an St.-Katharinen
Nach seinem Zweiten Theologischen Examen im März 1943 wurde er Hilfsprediger an der Hamburger Hauptkirche St. Katharinen, wo er am 13. Juni 1943 von dem Hauptpastor Herntrich ordiniert wurde. Im selben Monat heiratete er die Pastorentochter Elisabeth Crusius aus Neuenkirchen Kreis Melle. Ihre gemeinsame Wohnung im Katharinenkirchhof 26 wurde im Feuersturm am 27. Juli 1943 durch den herabfallenden Turm der Katharinenkirche zerstört.

### Pastor in Niederbayern
Nach seiner Ernennung zum Pastor am 1. April 1944 wurde er von seiner Landeskirche zur Betreuung evakuierter Hamburger nach Niederbayern (Landau an der Isar) geschickt.

### Gemeindepastor in Hamburg-Klein Borstel
Nach dem Ende des Krieges wurde er Pastor in der Maria-Magdalenen-Kirche in Hamburg-Klein Borstel (bis 31. Juli 1947 als Dienstleistung der Kirchengemeinde Fuhlsbüttel; danach wurde die Kirchengemeinde Klein-Borstel selbstständig).

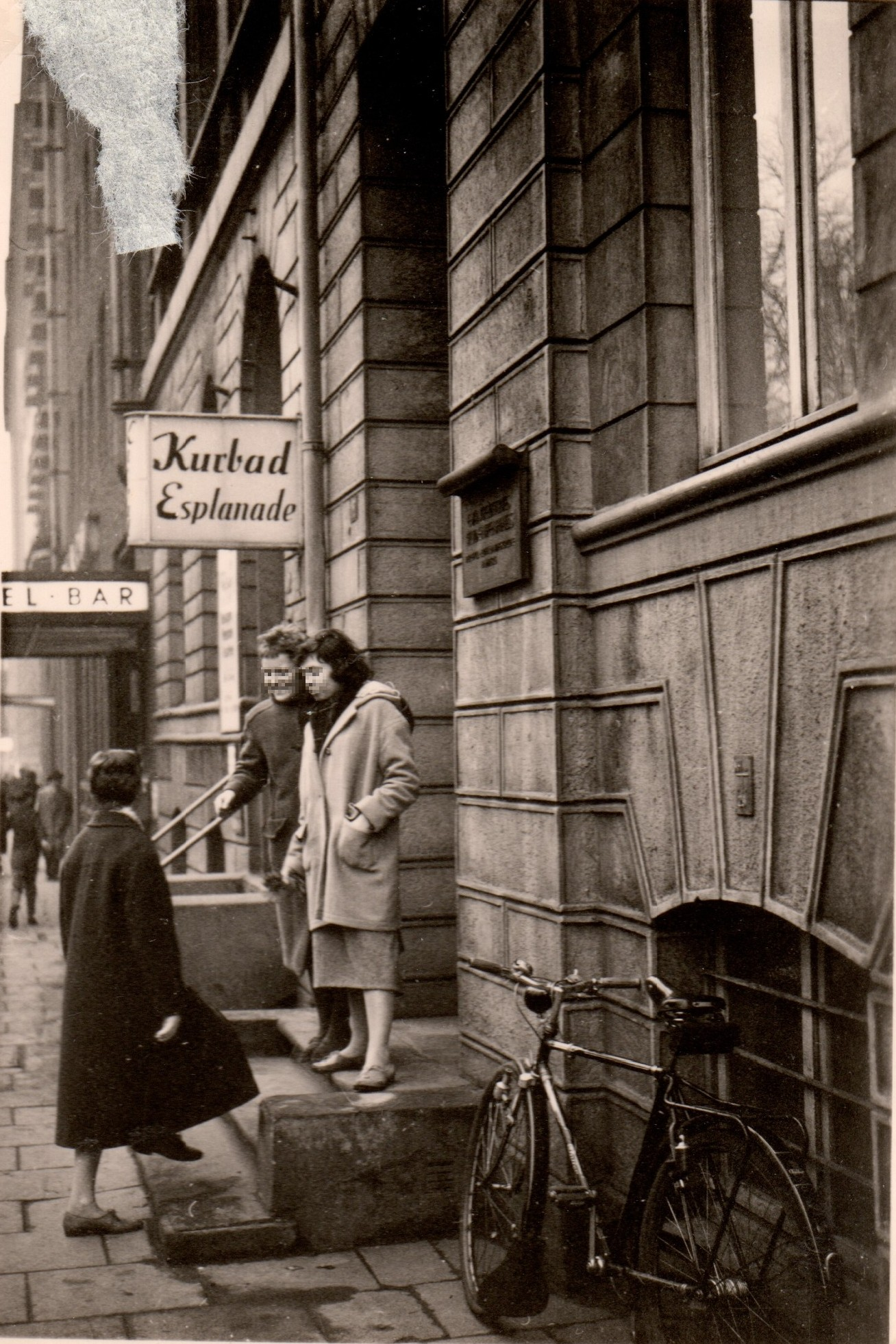
Esplanade 15, damaliger Sitz der Evangelischen Studentengemeinde Hamburg

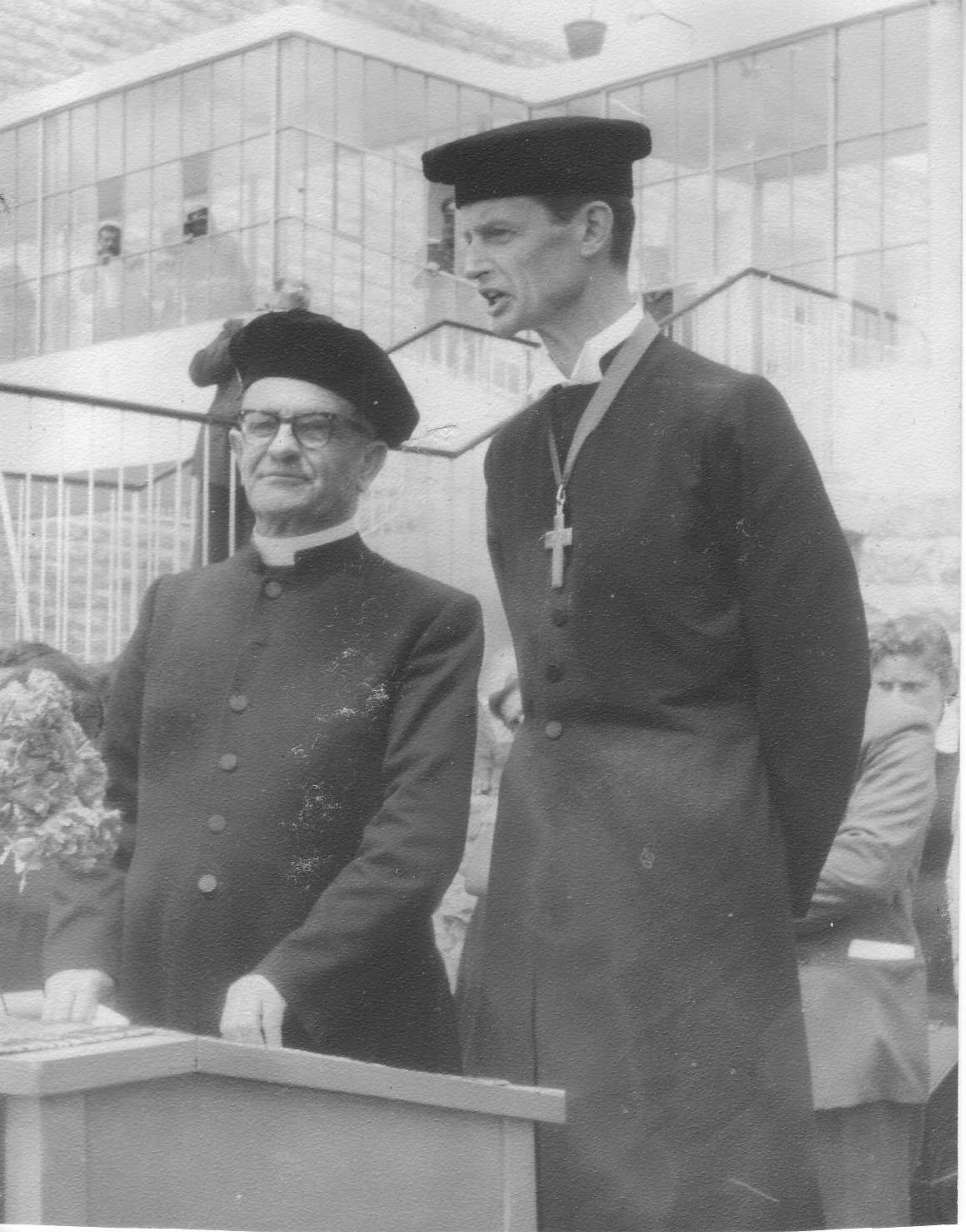
Malsch (rechts) bei der Einweihung von Talitha Kumi in Beit Jala

### Studentenpfarrer in Hamburg
Im Mai 1954 wurde Carl Malsch Studentenpfarrer der Evangelischen Studentengemeinde in Hamburg, damals in der Esplanade 15. In dieser Zeit gründete er den „Verein für ökumenische Studentenwohnheime“. In diesen Studentenheimen wird bis heute die Hälfte der Plätze satzungsgemäß an ausländische Studenten vergeben. Eines der Heime wurde in den 1990er Jahren nach ihm Carl-Malsch-Haus genannt.
Als Studentenpfarrer wurde ihm die Gelegenheit geboten, Rundfunkandachten und Gottesdienstübertragungen im Fernsehen zu halten.

### Propst in Jerusalem
Im Jahre 1960 erhielt er vom Jerusalemsverein den Ruf, Propst der Evangelischen Gemeinde deutscher Sprache in Jerusalem zu werden. Außerdem wählte ihn die Synode der im Jahr zuvor gegründeten und von König Hussein von Jordanien am 17. Mai 1959 anerkannten Evangelisch-lutherischen Kirche in Jordanien (ELCJ) zu ihrem geistlichen Leiter (Bischof). Am 9. Oktober 1960 wurde er von Bischof Otto Dibelius in sein Amt eingeführt. Sein Amtssitz war die Propstei im Zentrum der Jerusalemer Altstadt neben der Erlöserkirche. Zu seinen Aufgaben gehörten auch monatliche Predigten in der deutschen Gemeinde Amman, in den ersten zwei Jahren außerdem in Damaskus, weil der für Damaskus zuständige Beiruter Auslandspfarrer aus politischen Gründen nicht nach Damaskus reisen durfte.
In die öffentliche Kritik geriet Propst Malsch im Herbst 1962 wegen als israelfeindlich wahrgenommenen Äußerungen. Der West-Jerusalemer Journalist Schalom Ben-Chorin berichtete am 21. September 1962 in der Zeitung Jediʿot Chadaschot (1935–1973) davon, dass sich Malsch deutlich gegen den Staat Israel und die Juden ausgesprochen habe. Ben-Chorin berief sich im Zeitungstext auf einen namentlich nicht genannten Pfarrer, der den Propst um Unterstützung beim Grenzübertritt von Jordanien nach Israel am Mandelbaumtor gebeten habe und von Malsch daraufhin voller Zorn mit den Worten angefahren worden sei: „Was haben Sie denn in Israel verloren? Das ganze Land ist zusammengestohlen und 90 % der Bevölkerung sind Atheisten“. Dieser Artikel sorgte in Kreisen des christlich-jüdischen Dialogs innerhalb der Bundesrepublik Deutschland für Aufsehen. Im Kirchlichen Außenamt der EKD und bei Bernhard Karnatz, dem Vorsitzenden des Jerusalemsvereins, gingen teils gemäßigte, teils heftige Beschwerdebriefe ein. Karnatz forderte Malsch zu einer Stellungnahme auf und fügte seinem Brief die Worte bei: „Angesichts der regen Beziehungen zwischen Deutschland und Israel ist zu befürchten, dass sich die Sache in weiten Kreisen herumspricht und nicht nur Ihr persönliches Ansehen schädigt, sondern auch unsere Arbeit im Heiligen Lande in Misskredit bringt.“ Malsch entgegnete: „Der Satz ‚Was wollen Sie in Israel?’, ist niemals von mir so isoliert gebraucht worden, sondern höchstens im Zusammenhang mit der Bitte, doch mehr Zeit auf Jordanien zu verwenden, um den hiesigen Problemen objektiv gegenüber stehen zu können.“ Angesichts einseitig proisraelischer Artikel in deutschen Kirchenzeitungen sehe er es als seine Aufgabe an, gegenüber deutschen Touristen die arabische Position zu erläutern. Mit der Bitte an Malsch, er müsse sich in seiner exponierten Stellung künftig vorsichtiger ausdrücken, wurde die Affäre im Januar 1963 zu den Akten gelegt.
1963 nahm Malsch als Vertreter der ELCJ an der Vollversammlung des Lutherischen Weltbundes in Helsinki teil, die unter dem Motto „Christus heute“ stand.
In Malschs Amtszeit fiel auch ein wichtiges ökumenisches Ereignis, die Begegnung zweier Kirchenoberhäupter im Heiligen Land: Am 6. Januar 1964 trafen sich Papst Paul VI. und der Patriarch Athinagoras von Konstantinopel in Jerusalem. Carl Malsch wurde als Oberhaupt der ELCJ von Paul VI. und Athinagoras in Privataudienz empfangen.

### Hauptpastor an St. Petri
Im Herbst 1965 holte ihn Landesbischof Hans-Otto Wölber zurück nach Hamburg. Carl Malsch wurde einstimmig zum 26. Hauptpastor der Hamburger Hauptkirche St. Petri gewählt und wurde damit der Nachfolger von Landesbischof Karl Witte im Hauptpastorenamt. Gleichzeitig übernahm er die Leitung der Hamburger Stadtmission als Vorsitzender des Verwaltungsrats, die traditionsgemäß beim Hauptpastor von St. Petri lag. Am 5. Dezember 1965 wurde er durch Bischof Wölber in sein Amt eingeführt.
In St. Petri stellte sich für ihn das Problem der leeren Kirchen schon recht frühzeitig: Die City-Kirchen mussten mit der Entvölkerung der Innenstadt ihre Aufgaben neu justieren. Statt einer „Wohngemeinde“ gab es hier eine „Personalgemeinde“.
Carl Malsch prägte den Begriff der „Alltagskirche“. An den Werktagen um 17:15 wurden Kurzandachten zu Alltagsthemen im Wechsel mit Kirchenmusik etabliert.
1969 gründete er zusammen mit dem Pastor Gunnar von Schlippe nach einem Besuch in Holland und bei den Samaritanern in London das Beratungs- und Seelsorgezentrum (BSZ) an St. Petri nach deren Vorbild. Im BSZ versehen bis heute ausgebildete ehrenamtliche Seelsorgehelfer ihren Dienst. Auch Carl Malschs Frau Elisabeth ließ sich zum Seelsorgehelfer ausbilden und arbeitete ehrenamtlich im BSZ mit.

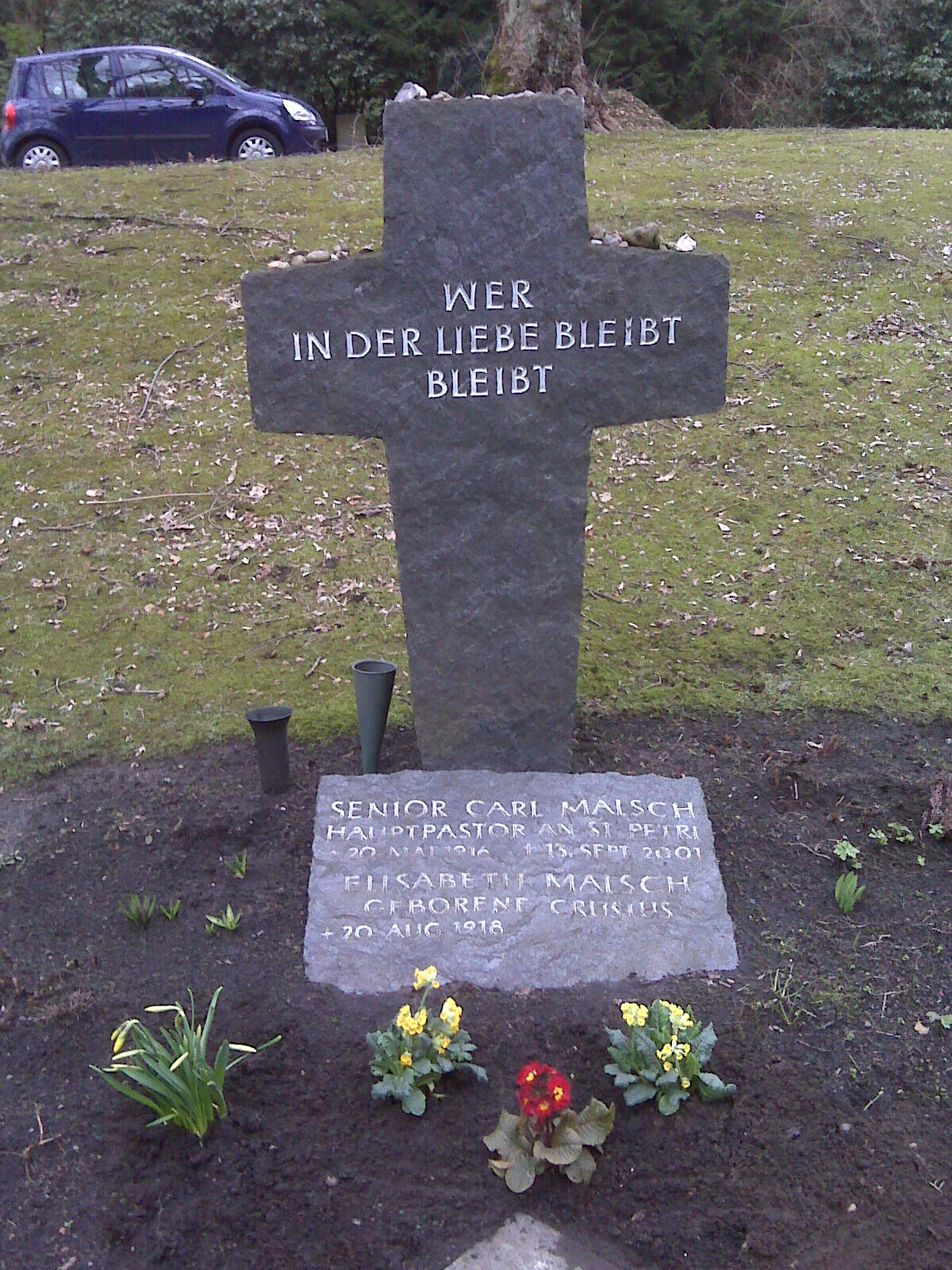
Grabkreuz auf dem Ohlsdorfer Friedhof

Zur größten Herausforderung seiner Amtszeit wurde 1979 die Kirchenbesetzung durch etwa 400 Atomkraftgegner. Einer seiner Nachfolger, der Hauptpastor Christoph Störmer, gehörte damals zu den Besetzern der Kirche.
Ab 1. November 1975 wurde er als amtsältester Hauptpastor der letzte Senior der Hamburgischen Landeskirche und damit der Vertreter des Landesbischofs. In dieser Funktion wurde er Vorsitzender der Schule-Kirche-Kommission und des Kuratoriums des Rauhen Hauses, außerdem Mitglied des Verwaltungsrates des Rauhen Hauses.
Diese Ämter hatte er bis zu seiner Emeritierung inne.

### Emeritierung
Am 31. Oktober 1981 wurde Carl Malsch emeritiert. Im Sommer des Jahres 1984 waren Carl Malsch und seine Frau Elisabeth ehrenamtliche „Kurseelsorger“ in Wenningstedt auf Sylt.
Den Vorsitz der Hamburger Stadtmission legte er im Juni 1990 nieder.

## Schriften
- Kirche für die Stadt – St. Petri-Gemeinde in der City von Hamburg (= Zur Sache; 23). Lutherisches Verlagshaus, Hamburg 1981, ISBN 3-7859-0478-9.
- als Hrsg.: Die Hauptkirche St. Petri in Hamburg – Baugeschichte, Kunstwerke, Prediger. Friedrich Wittig Verlag, Hamburg 1979, ISBN 3-8048-4172-4.
- Propst an der Erlöserkirche 1960–1965, Besondere Aufgaben und Erlebnisse. In: Karl-Heinz Ronecker (Hrsg.): Den Erlöser der Welt zur Ehre – Festschrift zum hundertjährigen Jubiläum der Einweihung der evangelischen Erlöserkirche in Jerusalem. Evangelische Verlagsanstalt, Leipzig 1998, ISBN 3-374-01706-1, S. 229–245.